# Pedro José Martín Moreno
Pedro José Martín Moreno   (Màlaga, 16 de gener de 1992) més conegut com a Pedro Martín és un futbolista professional andalús que juga com a davanter al Reus FC Reddis.
Anteriorment havia jugat al Club Gimnàstic de Tarragona, al qual va arribar la temporada 2019-20 després d'haver estat el pitxitxi del grup 3 de la Segona B la temporada 2018-19 amb el Lleida Esportiu, marcant 16 gols en 34 partits de lliga.